# Chedworth
Chedworth – wieś i civil parish w Anglii, w hrabstwie Gloucestershire, w dystrykcie Cotswold. Leży 24 km na wschód od miasta Gloucester i 128 km na zachód od Londynu. W 2011 roku civil parish liczyła 802 mieszkańców. Chedworth jest wspomniana w Domesday Book (1086) jako Cedeorde.